# Paul Kellner
Paul Friedrich August Kellner (* 6. Juni 1890 in Erfurt; † 3. April 1972 in West-Berlin) war ein deutscher Schwimmer.
Paul Kellner startete für die Wasserfreunde Spandau 04. Bei den Olympischen Spielen 1912 in Stockholm trat Kellner über 100 Meter in der Rückenlage an und gewann die Bronzemedaille hinter dem US-Amerikaner Harry Hebner, der 1912 auch Deutscher Meister über diese Distanz geworden war, und dem Stuttgarter Otto Fahr, der die Weltrekorde auf beiden Rückenstrecken hielt. 1913 gewann Paul Kellner bei den Deutschen Schwimmmeisterschaften den Titel über 200 Meter Rücken. Nach seiner aktiven sportlichen Laufbahn war Paul Kellner Lehrer an der Deutschen Hochschule für Leibesübungen in Berlin.